# Ethel's Romeos
Ethel's Romeos é um curta-metragem de comédia mudo norte-americano, realizado em 1915, com o ator cômico Oliver Hardy.

## Elenco
- Fayette Perry - Ethel
- Bud Ross - Charlie
- Edward Boulden - Albert
- Herbert Stanley - Frank
- Madge Orlamond - Miss Stimpson
- Oliver Hardy - Jake Stimpson (como Babe Hardy)